# Wićba (stacja kolejowa)
Wićba (biał. Віцьба; ros. Витьба) – towarowa stacja kolejowa w miejscowości Witebsk, w obwodzie witebskim, na Białorusi.
Nazwa stacji pochodzi od przepływającej nieopodal rzeki Wićby.